# Kugelschneller
Die Kugelschneller (Sphaerobolus) sind eine Pilzgattung aus der Familie der Kugelschnellerverwandten (Sphaerobolaceae). In Europa kommt als einzige Art der Gemeine Kugelschneller (S. stellatus) vor.

## Merkmale

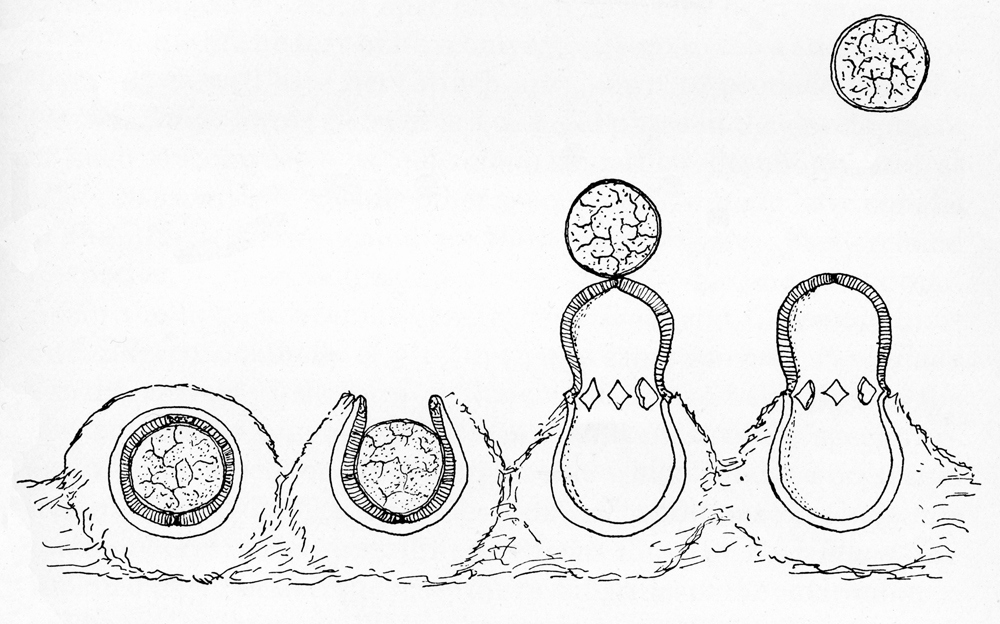
Zeichnerische Darstellung des Peridiolenauswurfs

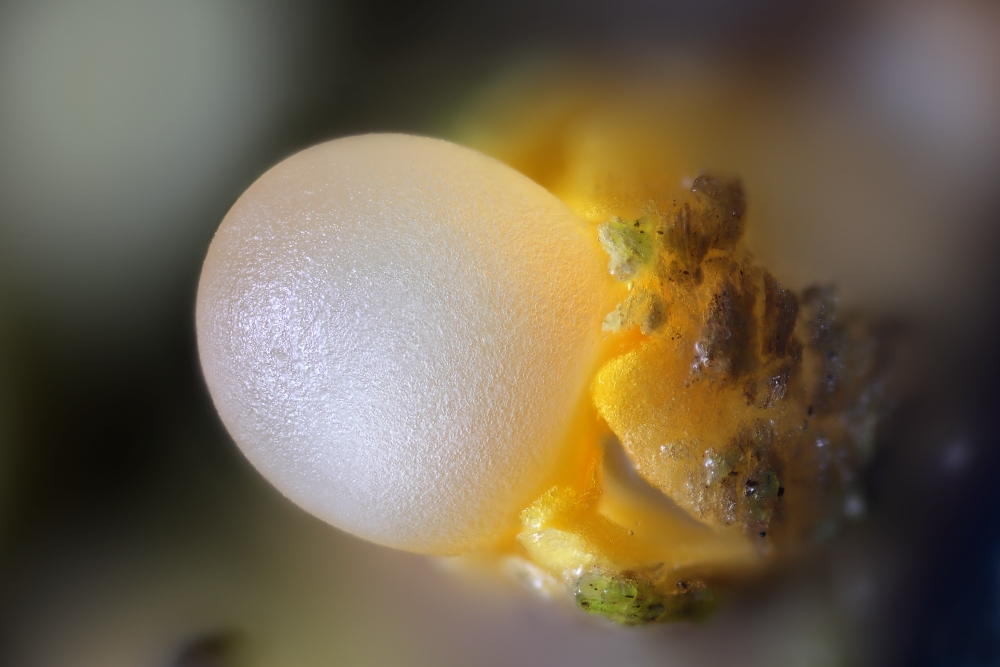
Gemeiner Kugelschneller (Sphaerobolus stellatus), Detailansicht

Die Fruchtkörper der Kugelschneller werden 1–2 mm groß. In diesen wird eine einzelne Sporenmasse, die Gleba oder Peridiole gebildet. Sie beinhaltet zwei Typen an Sporen: einkernige, dickwandige Basidiosporen und dünnwandige verlängerte asexuelle Sporen (Gemmae) mit zwei oder mehr Kernen. Die Fruchtkörper treten meist in Gruppen von dutzenden Exemplaren auf. Sie sind zunächst kugelförmig und weißlich bis orangegelb. Bei Reife platzt die äußere Hülle sternförmig auf und gibt die matt durchscheinende Kugel mit der Sporenmasse im Inneren frei. Sobald sich die Außenhülle ganz geöffnet hat, stülpt sich die innere Hülle plötzlich nach außen und schleudert die klebrige Sporenkugel mit einem Knall bis zu 5 m fort. Sie haftet an Bäumen oder Blättern und kann monatelang darauf warten, von einem Wiederkäuer gefressen zu werden. Nach dem Durchlaufen des Darmes vermag sie anderen Orts wieder zu keimen.

## Arten
Weltweit umfasst die Gattung drei Arten – alle anderen beschriebenen Taxa gelten als Synonyme.
In Europa ist nur Sphaerobolus stellatus heimisch.
| Kugelschneller (Sphaerobolus) weltweit |                         |                                |
| \| Deutscher Name \| Wissenschaftlicher Name \| Autorenzitat \| \| ----------------------- \| ----------------------- \| ------------------------------ \| \| \| Sphaerobolus ingoldii \| Geml, D.D. Davis & Geiser 2005 \| \| \| Sphaerobolus iowensis \| L.B. Walker 1927 \| \| Gemeiner Kugelschneller \| Sphaerobolus stellatus \| Tode 1790 : Persoon 1801 \| |                         |                                |
| Deutscher Name | Wissenschaftlicher Name | Autorenzitat                   |
| | Sphaerobolus ingoldii   | Geml, D.D. Davis & Geiser 2005 |
| | Sphaerobolus iowensis   | L.B. Walker 1927               |
| Gemeiner Kugelschneller | Sphaerobolus stellatus  | Tode 1790 : Persoon 1801       |

## Ökologie
Kugelschneller sind saprobiontische Bewohner von morschem Holz aller Arten, aber auch von verrottenden Kräuterstängeln und anderen Pflanzenresten.

## Verbreitung
Die Kugelschneller bilden eine kosmopolitische Gattung sowohl in Nord- und Südamerika, Europa, Asien (inklusive Japan), Australien, Neuseeland. In Mitteleuropa kommt der Kugelschneller (Sphaerobolus stellatus) häufig vor. Er ist jedoch so klein, dass er leicht übersehen wird.

## Bedeutung
Die Kugelschneller gelten als die einzigen Pilze, „die man hören kann“, denn das plötzliche Abschießen der Sporenkugel geschieht mit solcher Energie, dass ein hörbarer Knall entsteht. Aus dem gleichen Grund sollte man seine Augen beim Betrachten der Pilze schützen.